# سیارک ۸۳۲۳
سیارک ۸۳۲۳ (به انگلیسی: 8323 Krimigis، نامگذاری:1979UH) هشت هزار و سیصد و بیست و سومین سیارک کشف شده‌است که در ۱۷ اکتبر ۱۹۷۹ کشف شد.
قدر مطلق سیارک برابر ۱۳٫۴۰ است.